# Modelo Harrod-Domar

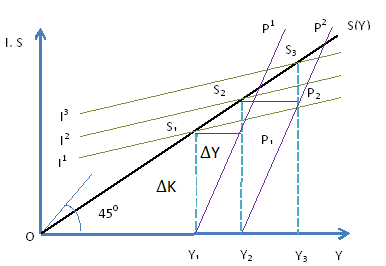
Modelo de crecimiento de Harrod-Domar: interpretación gráfica de los efectos multiplicador y acelerador

El modelo de crecimiento de Harrod-Domar fue elaborado a finales de los años cuarenta por dos economistas keynesianos (keynesianismo), Sir Roy Harrod de Gran Bretaña y Evsey D. Domar de Estados Unidos, ambos desarrollaron de forma independiente un análisis del crecimiento económico que es conocido como el modelo Harrod-Domar.
En el modelo económico se analizan los factores o razones que influyen en la velocidad del crecimiento, a saber, la tasa de crecimiento del trabajo, la productividad del trabajo, la tasa de crecimiento del capital o tasa de ahorro e inversión y la productividad del capital.
En el modelo de Harrod-Domar se llama tasa natural de crecimiento al ritmo de crecimiento de la oferta de trabajo. Por oferta de trabajo se entiende aquí no solo el aumento del número de trabajadores, o de horas que están dispuestos a trabajar, sino también al aumento de su capacidad productiva y de su productividad. En otras palabras, es la tasa de crecimiento de la población activa más la tasa de crecimiento de la productividad del trabajo.
Para que haya un crecimiento económico equilibrado y con pleno empleo es necesario que el producto y el capital productivo crezcan exactamente en esa misma proporción, la tasa natural. Si el crecimiento del capital es menor del crecimiento del trabajo, habrá desempleo. Si el crecimiento es superior se producirán distorsiones en la tasa de ahorro e inversión que desequilibrarán el crecimiento.
El crecimiento del producto requiere crecimiento del capital existente y esto requiere ahorro, es decir, destinar un porcentaje de la renta a la inversión en capital. En el modelo de Harrod-Domar se llama tasa garantizada de crecimiento o tasa de crecimiento requerido a "aquel ritmo general de avance que, si se consigue, dejará a los empresarios en una actitud que les predispondrá a continuar un avance similar". En otras palabras, es la tasa de crecimiento que hace que la tasa de ahorro e inversión permanezcan constantes.
Al analizar Harrod y Domar esas variables y las relaciones entre ellas, se encontraron dos graves problemas:
Las razones del crecimiento de la población activa no tienen nada que ver con las razones que determinan el ahorro, la inversión y las variaciones en la productividad del trabajo y del capital. Por tanto, no hay ninguna razón por la que podamos suponer que sus tasas de crecimiento coincidan.
Cuando la tasa de crecimiento del producto difiere de la tasa natural, el distanciamiento tiende a agravarse.
Por tanto sus previsiones de crecimiento resultaron muy pesimistas. El crecimiento económico tiene tendencia a ser inestable e inevitablemente se producirán cambios cíclicos en las tasas de crecimiento, de ahorro, inversión y empleo.
La solución del modelo de Harrod es del tipo función exponencial, condición suficiente para que se produzca una economía de rendimientos constantes. Una solución exponencial determina que la economía crece igual que una cantidad monetaria depositada en un banco a un tipo de interés nominal g. 
En el modelo de Harrod g, es la tasa garantizada.

## Tasa garantizada
El desarrollo matemático de logaritmos está obsoleto y si aplicamos una tecnología
con un coeficiente v variable obtendremos el modelo revisado de Harrod. Esta versión combina el modelo simple de Harrod y la versión multiplicador acelerador.
| {\displaystyle \ a)K=vY}  |
| {\displaystyle \ b)dK=sY} |
| {\displaystyle \ c)L=uY}  |

La primera condición de equilibrio es denominada por Harrod de "plena capacidad" o "máxima capacidad instalada". K=vY es una relación tecnológica de coeficientes constantes relacionada con el modelo de Kalecki. La segunda es la condición de equilibrio en el mercado de bienes del modelo matemático keynesiano. La tercera condición es de "pleno empleo". K es el capital. Y es el producto final similar al PIB. 1/v es la productividad media del capital. dK es la inversión que se produce entre dos ejercicios económicos dK=K(1)-K(0). Una inversión mayor que cero significa que hemos invertido por encima de la depreciación de la maquinaria, equipos o instalaciones. L es la demanda de trabajo. uY es la cantidad de horas de trabajo ofertadas por las empresas. En economía, los empresarios demandan trabajo y los empleados ofertan trabajo. En equilibrio, la oferta es igual a la demanda. 1/u es la productividad media del trabajo. La productividad media se define como la cantidad de producto por unidad de trabajo o capital. s es la propensión marginal al ahorro. c es la propensión marginal al consumo. Altas tasas de ahorro significarán bajas tasas de consumo ya que s+c=1.
Diferenciando la primera expresión
| {\displaystyle \ dK=dvY+dYv} |

Sustituyendo la segunda expresión, dividimos por vY
| {\displaystyle \ {\frac {sY}{vY}}={\frac {dvY}{vY}}+{\frac {dYv}{vY}}} |

Simplificamos términos
| {\displaystyle \ s/v={\frac {dv}{v}}+{\frac {dY}{Y}}} |

Despejamos la expresión que valora el crecimiento
| {\displaystyle \ {\frac {dY}{Y}}={\frac {s}{v}}-{\frac {dv}{v}}=g} |

Si igualamos la expresión dv/v a cero obtenemos g, tasa garantizada
| {\displaystyle \ {\frac {dv}{v}}=0\Rightarrow {\frac {dY}{Y}}={\frac {s}{v}}=g} |

El crecimiento depende de la propensión marginal al ahorro, la relación inicial de capital
por unidad de producto final y la variación de la relación tecnológica v. 
El modelo revisado contempla la decisión de cambio tecnológico por
variación de precios del capital u otra causa. El modelo original y el revisado parecen idénticos pero las diferencias podrían ser considerables si el país cambia de tecnología. Si hacemos dv/v igual a cero obtendremos el viejo modelo. Para exponer qué explica el modelo es útil crear una tabla donde todos crecen a una tasa constantes, en este caso un seis por ciento y el nivel de salarios y beneficios es también el mismo.
| País   | K   | Y   | s   | v   | n  |
| ------ | --- | --- | --- | --- | -- |
| País A | 333 | 100 | 0,2 | 3,3 | 6% |
| País B | 500 | 100 | 0,3 | 5   | 6% |
| País C | 666 | 100 | 0,4 | 6,6 | 6% |

La tabla explica una acumulación de capital con tasas de ahorro creciente. A mayor capital, la cantidad de ahorro para crecer es mayor. Si consideramos tres países con la misma cantidad.
de capital y diferentes tasas de ahorro obtendremos una gran diferencia en la distribución de
salarios y beneficios traducido en niveles también diferentes de producto final. Una tasa de ahorro elevada produce un menor nivel de renta comparada. Si en períodos siguientes el capital no aumenta sustancialmente, el ahorro se podrá describir como improductivo.
| País   | K   | Y     | s   | v   | n  |
| ------ | --- | ----- | --- | --- | -- |
| País A | 300 | 90,9  | 0,2 | 3,3 | 6% |
| País B | 300 | 60    | 0,3 | 5   | 6% |
| País C | 300 | 45,45 | 0,4 | 6,6 | 6% |

La tabla vislumbra una teoría del ciclo económico y explica la razón por la que algunos países con el mismo capital tienen salarios y beneficios por debajo de otros.

## Solución exponencial
La tabla siguiente representa la evolución de las variables de un país con una tasa de ahorro constante.
| Año   | K   | L      | Y      | s   | v   | n  | PMK |
| ----- | --- | ------ | ------ | --- | --- | -- | --- |
| Año 1 | 300 | 100    | 90,9   | 0,2 | 3,3 | 6% | 0,3 |
| Año 2 | 337 | 112,36 | 102,13 | 0,2 | 3,3 | 6% | 0,3 |
| Año 3 | 357 | 119    | 108,26 | 0,2 | 3,3 | 6% | 0,3 |

PMK es el producto medio del capital que se mantiene constante. Las soluciones exponenciales del modelo de 
Harrod son las siguientes.
| {\displaystyle \ Y_{t}=Y_{0}(1+g)^{t}\Rightarrow Y_{t}=Y_{0}e^{gt}} |
| {\displaystyle \ K_{t}=K_{0}e^{gt}}                                 |
| {\displaystyle \ L_{t}=L_{0}e^{gt}}                                 |
| {\displaystyle \ I_{t}=I_{0}e^{gt}}                                 |

El modelo de Harrod utiliza el número e para expresar las soluciones. Podemos evaluar la
veracidad de la tabla comprobando los valores con las soluciones exponenciales.

## Relación entre capital y trabajo
La relación tecnológica dentro del modelo de Harrod Domar es la siguiente
| {\displaystyle \ a)L=uY}                               |
| {\displaystyle \ b)K=vY\Rightarrow \ Y={\frac {K}{v}}} |

Sustituyendo esta expresión en la primera
| {\displaystyle \ L={\frac {u}{v}}K} |

Si definimos una nueva variable z
| {\displaystyle \ z={\frac {u}{v}}} |

El resultado final será
| {\displaystyle \ L=zK} |

La demanda de trabajo aumenta con u, trabajo demandado por unidad de producto. Si aumenta v, capital por unidad de producto, la demanda de trabajo desciende al suponer una inversión ahorradora de trabajo.

## Tasa de crecimiento de la fuerza de trabajo
Realizando una diferencial de L=uY obtendremos
| {\displaystyle \ dL=duY+dYu} |

Dividiendo los términos entre uY
| {\displaystyle \ {\frac {dL}{uY}}={\frac {duY}{uY}}+{\frac {dYu}{uY}}} |

Simplificando 
| {\displaystyle \ {\frac {dL}{L}}={\frac {du}{u}}+{\frac {dY}{Y}}} |

Haciendo du/u igual a cero obtendremos n, tasa de crecimiento de la oferta laboral o fuerza de trabajo. Si la relación trabajo por unidad de renta o trabajo por unidad de output permanece constante llegamos al resultado del viejo modelo donde la tasa garantizada es igual a la tasa de crecimiento de la fuerza de trabajo.
g
| {\displaystyle \ {\frac {du}{u}}=0\Rightarrow {\frac {dL}{L}}={\frac {dY}{Y}}=n} |

Observamos que la tasa garantizada es igual al crecimiento de la oferta de trabajo o fuerza laboral
| {\displaystyle \ g={\frac {s}{v}}=n} |

## Acumulación y cambio tecnológico
La expresión dv/v, se calcula matemáticamente de la siguiente manera
| {\displaystyle \ t'=t+1}                                           |
| {\displaystyle \ K'=K(t+1)}                                        |
| {\displaystyle \ Y'=Y(t+1)}                                        |
| {\displaystyle \ {\frac {dv}{v}}={\frac {K'}{Y'}}{\frac {Y}{K}}-1} |

Si aplicamos el modelo revisado, la tabla inicial quedaría así
| País   | K   | Y   | K'  | Y'  | dv/v  | dY/Y  |
| ------ | --- | --- | --- | --- | ----- | ----- |
| País A | 300 | 100 | 300 | 100 | 0%    | 6%    |
| País B | 333 | 100 | 500 | 100 | 0,50% | 5,50% |
| País C | 500 | 100 | 666 | 100 | 0,33% | 5,67% |

La acumulación de capital produce un menor crecimiento evaluado en un 0,50% en el segundo
país y un 0,33% en el tercer país.

## Tasa natural de crecimiento
El progreso técnico según Harrod estaba producido por una mayor eficiencia de la fuerza de trabajo. La cantidad de horas trabajadas disminuirá. Si consideramos una función de producción ésta quedará desplazada.
| {\displaystyle \ Y=F(K,L')} |

La función de progreso tecnológico es p que varía en función del tiempo t.
| {\displaystyle \ b=p(t)}                           |
| {\displaystyle \ p=1}                              |
| {\displaystyle \ {\frac {dp}{dt}}{\frac {1}{p}}=m} |
| {\displaystyle \ L(t)=uY(t)=bL=L'}                 |

El desarrollo matemático diferencial es el siguiente

| {\displaystyle \ {\frac {duY(t)}{uY}}+{\frac {dY(t)u}{uY}}={\frac {dpL}{dtuY}}+{\frac {dLp}{uY}}} |

Simplificando términos
| {\displaystyle \ {\frac {du}{u}}+{\frac {dY}{Y}}=m+n} |

Harrod definió la variable m como la tasa de variación temporal de la eficiencia laboral . La tasa de crecimiento de un país con progreso tecnológico según Harrod se define igualando du/u a cero
| {\displaystyle \ {\frac {dY}{Y}}=m+n={\frac {s}{v}}} |

A esta expresión la llamó tasa natural de crecimiento.

Si m es igual a cero retornamos a la tasa garantizada de crecimiento.
| {\displaystyle \ m=0\Rightarrow {\frac {dY}{Y}}=n={\frac {s}{v}}} |

También definió el progreso técnico ahorrador de trabajo con tasa de beneficio constante como aquel que disminuye la relación producto capital (Y/K) y el progreso técnico ahorrador de capital como aquel que aumenta la relación producto capital (Y/K). 
Cuando analizamos el progreso técnico se tiende a poner el ejemplo de la azada. Una azada mejor diseñada podrá realizar un trabajo más productivo pero este progreso no puede desvincularse de la persona que la utiliza porque tarde o temprano creará la habilidad necesaria para aumentar su productividad. La habilidad o eficiencia humana aumenta con la eficiencia de la máquina y la eficiencia de la máquina aumenta con una mayor eficiencia humana. El progreso tecnológico es "neutral" cuando la relación de factores de producción K/L es constante y este progreso es "según Harrod" cuando la relación Y/K permanece también constante.

## Modelo de Harrod con retardo en el ahorro
Las decisiones económicas no son inmediatas. Una disminución de renta produce efectos en ejercicios posteriores. El modelo contempla que la inversión hoy depende del ahorro de ayer. También determina como primera condición que la inversión hoy es función de la variación de la renta en el pasado. 
| {\displaystyle \ a)I_{t}=vdY}    |
| {\displaystyle \ b)dK=sY_{t-1}}  |
| {\displaystyle \ c)L_{t}=uY_{t}} |

La solución a este modelo dinámico con retardos es idéntica al modelo multiplicador acelerador ya expuesto. La economía sigue creciendo a la tasa garantizada g=s/v. Si tenemos en cuenta que 
| {\displaystyle \ dY=Y_{t}-Y_{t-1}} |
| {\displaystyle \ dK=K_{t}-K_{t-1}} |
| {\displaystyle \ dK=I_{t}}         |

Dividiendo la primera expresión a) entre la segunda b) obtenemos
| {\displaystyle \ sY_{t-1}=vdY}                           |
| {\displaystyle \ {\frac {dY}{Y_{t-1}}}={\frac {s}{v}}=g} |

Las soluciones también exponenciales son las siguientes
| {\displaystyle \ I_{t}=sY_{t-1}=sY_{0}(1+g)^{t-1}} |
| {\displaystyle \ Y_{t}=Y_{0}(1+g)^{t}}             |
| {\displaystyle \ L_{t}=L_{0}(1+g)^{t}}             |

Podemos apreciar que la inversión, producto y empleo crecen a la misma tasa pero no durante el mismo período. Este hecho produce desajustes o ciclos económicos.

## Influencia del modelo de Harrod
El modelo de Kaldor utiliza las mismas condiciones de equilibrio e introduce la tasa de beneficio. Un modelo neoclásico de crecimiento introduce una función de producción lo cual permite, bajo ciertos supuestos, utilizar la productividad marginal del trabajo y el capital.
La expresión dK=vY fue también utilizada por Samuelson y Hicks para analizar el ciclo económico. El modelo elemental Samuelson-Hicks está basado en el modelo de Harrod Domar.

## Inconsistencias y críticas del modelo
Fundamentalmente se encuentran dos inconsistencias relacionadas con la lógica del modelo o relación entre los axiomas. El modelo es inconsistente con la teoría de la productividad marginal y también con funciones de distribución de la renta sean o no homogéneas. Estas inconsistencias dieron lugar a los modelos neoclásicos de crecimiento. Cuando no hay inversión la tasa de ahorro es negativa e igual a la tasa garantizada. La inversión es imprescindible para ahorrar y sin inversión el país desahorra. Una crítica es la ausencia del mercado de dinero. La condición de equilibrio I=sY es keynesiana sin embargo las otras dos condiciones describen la productividad media del trabajo y el capital. 

El modelo Harrod Domar tiene versiones estáticas y dinámicas donde la variable tiempo adquiere
importancia. Sin embargo, cuando se escribieron, no tuvieron en cuenta la variación de la 
variable v porque a corto y medio plazo la relación entre capital y producto permanece
constante. Pero sí fueron conscientes de que cambiaba porque normalmente se utiliza las primeras consonantes a,b... para definir relaciones constantes y las últimas u,v,x... para determinar variables.